# Iwan Proskura Suszczański
Iwan Proskura Suszczański herbu  Krzyżostrzał (zm. w 1599 roku) – poseł na sejm koronacyjny 1574 roku i sejm 1572 roku z województwa kijowskiego.
W 1568  roku służył wojskowo wspólnie z Filonem Kmitą Czarnobylskim. 